# Luna de masa planetaria
Una luna de masa planetaria es un objeto de masa planetaria que también es un satélite natural. Son grandes y elipsoidales (a veces esféricos) en forma. Dos lunas en el Sistema Solar son más grandes que el planeta Mercurio (aunque menos masivas): Ganímedes y Titán, y siete son más grandes y más masivas que el planeta enano Plutón.
El concepto de planetas satélites, la idea de que los objetos de masa planetaria, incluidas las lunas de masa planetaria, son planetas, es utilizado por algunos científicos planetarios, como Alan Stern, a quienes les preocupa más si un cuerpo celeste tiene geología planetaria (eso es, si es un cuerpo planetario) que donde orbita (dinámica planetaria). Esta conceptualización de los planetas como tres clases de objetos (planetas clásicos, planetas enanos y satélites) no ha sido aceptada por la Unión Astronómica Internacional (IAU). Además, la definición de IAU de "equilibrio hidrostático" es bastante restrictiva: que la masa del objeto sea suficiente para que la gravedad supere las fuerzas del cuerpo rígido y se convierta en plástico, mientras que las lunas de masa planetaria pueden estar en equilibrio hidrostático debido al calentamiento mareomotriz o radiogénico, en algunos casos formando un océano líquido subsuperficial.

## Historia temprana
La distinción entre un satélite y un planeta clásico no se reconoció hasta después de que se estableció el modelo heliocéntrico del Sistema Solar. Cuando en 1610 Galileo descubrió los primeros satélites de otro planeta (las cuatro lunas galileanas de Júpiter), se refirió a ellos como "cuatro planetas que vuelan alrededor de la estrella de Júpiter a intervalos y períodos desiguales con una rapidez maravillosa". Del mismo modo, Christiaan Huygens, al descubrir la mayor luna de Saturno Titán en 1655, emplea los términos "Planeta" (planeta), "Stella" (estrella), "Luna" (luna), y el "satélite" más moderno (auxiliar) para describir eso. Giovanni Cassini, al anunciar su descubrimiento de las lunas de Saturno, Japeto y Rea en 1671 y 1672, las describió como Nouvelles Planetes autour de Saturne ("Nuevos planetas alrededor de Saturno"). Sin embargo, cuando el Journal de Scavans informó el descubrimiento de Cassini de dos nuevas lunas de Saturno en 1686, se refirió estrictamente a ellas como "satélites", aunque a veces a Saturno como el "planeta primario". Cuando William Herschel anunció su descubrimiento de dos objetos en órbita alrededor de Urano en 1787, se refirió a ellos como "satélites" y "planetas secundarios". Todos los informes posteriores de descubrimientos de satélites naturales utilizaron el término "satélite" exclusivamente, aunque el libro de 1868 Smith's Illustrated Astronomy se refirió a los satélites como "planetas secundarios".

## Concepto moderno
En la era moderna, Alan Stern considera que los planetas satélites son una de las tres categorías de planetas, junto con los planetas enanos y los planetas clásicos. El término planemo ("objeto de masa planetaria") abarca las tres poblaciones. Tanto la definición de Stern como la de IAU de "planeta" dependen del equilibrio hidrostático: de que la masa del cuerpo sea suficiente para volverlo plástico, de modo que se relaje en un elipsoide bajo su propia gravedad. La definición de la IAU especifica que la masa es lo suficientemente grande como para superar las 'fuerzas de cuerpo rígido', y no aborda objetos que pueden estar en equilibrio hidrostático debido a un océano subsuperficial o (en el caso de Ío) debido al magma causado por el calentamiento de mareas. Es posible que todas las lunas heladas más grandes tengan océanos subterráneos.
Las dos lunas más grandes que Mercurio tienen menos de la mitad de su masa, y es la masa, junto con la composición y la temperatura interna, lo que determina si un cuerpo es lo suficientemente plástico como para estar en equilibrio hidrostático. Sin embargo, hay siete lunas grandes que son más masivas que los planetas enanos Eris y Plutón, que se cree universalmente (aunque aún no se ha demostrado realmente) que están en equilibrio. Estas siete son la Luna de la Tierra, las cuatro lunas galileanas de Júpiter (Io, Europa, Ganímedes y Calisto), y las lunas más grandes de Saturno (Titán) y de Neptuno (Tritón). Todas estas lunas tienen forma elipsoidal. Otra docena de lunas también son elipsoidales, lo que indica que alcanzaron el equilibrio en algún momento de sus historias. Sin embargo, se ha demostrado que algunas de estas lunas ya no están en equilibrio, debido a que se vuelven cada vez más rígidas a medida que se enfrían con el tiempo. 

## Lunas de equilibrio actual
Determinar si una luna está actualmente en equilibrio hidrostático requiere una observación minuciosa y es más fácil de refutar que de probar.
La luna de la Tierra, que es completamente rocosa, se solidificó fuera de equilibrio hace miles de millones de años,  pero se supone que las otras seis lunas más grandes que Plutón, todas las cuales están heladas, todavía están en equilibrio. (El hielo tiene menos resistencia a la tracción que la roca, y se deforma a presiones y temperaturas más bajas que la roca). La evidencia es quizás más fuerte para Ganímedes, que tiene un campo magnético que indica el movimiento del fluido del material conductor de electricidad en su interior, aunque se desconoce si ese fluido es un núcleo metálico o un océano subsuperficial. Una de las lunas medianas de Saturno (Rea) también puede estar en equilibrio, igual que un par de lunas de Urano (Titania y Oberón). Sin embargo, las otras lunas elipsoidales de Saturno (Mimas, Encelado, Tetis, Dione e Iapetus) ya no están en equilibrio. La situación de las tres lunas elipsoidales más pequeñas de Urano (Umbriel, Ariel y Miranda) no está clara, al igual que la de la luna Carron de Plutón. Las formas de la luna Dysnomia de Eris, la luna de Orcus Vanth y la luna de Varda Ilmarë son desconocidas, pero Dysnomia es más grande que las tres lunas elipsoidales más pequeñas de Saturno y Urano (Encelado, Miranda y Mimas), Vanth es más grande que Mimas, e Ilmarë es aproximadamente el tamaño de Mimas (dentro de las incertidumbres actuales), por lo que posiblemente también sean elipsoidales (Vanth, Mimas e Ilmarë pueden ser más pequeños que Proteus, que no es elipsoidal). 

### Lista
Las lunas se evalúan para el equilibrio hidrostático en el sentido general, no de acuerdo con el uso más estricto del término por la IAU. 
 - se cree que está en equilibrio - confirmado que no está en equilibrio
 - evidencia incierta
| Luna      | Luna         | Imagen | Radio      | Radio         | Masa        | Masa            | Densidad                          | Año de descubrimiento | Equilibrio hidrostático |
| Nombre    | Designación  | Imagen | (km)       | (R☾)          | (1021 kg)   | (M☾)            | (g/cm³)                           | Año de descubrimiento | Equilibrio hidrostático |
| --------- | ------------ | ------ | ---------- | ------------- | ----------- | --------------- | --------------------------------- | --------------------- | ----------------------- |
| Ganímedes | Jupiter III  |        | 2634.1±0.3 | 156.4 %       | 148.2       | 201.8 %         | 1.942±0.005                       | 1610                  | Yes                     |
| Titán     | Saturno VI   |        | 2574.7±0.1 | 148.2 %       | 107.6       | 183.2 %         | 1.882±0.001                       | 1655                  | Yes                     |
| Calisto   | Jupiter IV   |        | 2410.3±1.5 | 138.8 %       | 107.6       | 146.6 %         | 1.834±0.003                       | 1610                  | Yes                     |
| Io        | Jupiter I    |        | 1821.6±0.5 | 104.9 %       | 89.3        | 121.7 %         | 3.528±0.006                       | 1610                  | Yes                     |
| Luna      | Tierra I     |        | 1737.05    | 100 %         | 73.4        | 100 %           | 3.344±0.005                       | —                     | Maybe                   |
| Europa    | Jupiter II   |        | 1560.8±0.5 | 89.9 %        | 48.0        | 65.4 %          | 3.013±0.005                       | 1610                  | Yes                     |
| Triton    | Neptune I    |        | 1353.4±0.9 | 79.9 %        | 21.4        | 29.1 %          | 2.059±0.005                       | 1846                  | Yes                     |
| Titania   | Urano III    |        | 788.9±1.8  | 45.4 %        | 3.40±0.06   | 4.6 %           | 1.66±0.04                         | 1787                  | [ 10 ]                  |
| Rea       | Saturno V    |        | 764.3±1.0  | 44.0 %        | 2.31        | 3.1 %           | 1.233±0.005                       | 1672                  | Maybe                   |
| Oberón    | Urano IV     |        | 761.4±2.6  | 43.8 %        | 3.08±0.09   | 4.2 %           | 1.56±0.06                         | 1787                  | Maybe                   |
| Jápeto    | Saturno VIII |        | 735.6±1.5  | 42.3 %        | 1.81        | 2.5 %           | 1.083±0.007                       | 1671                  | No                      |
| Caronte   | Plutón I     |        | 603.6±1.4  | 34.7 %        | 1.53        | 2.1 %           | 1.664±0.012                       | 1978                  | [ 13 ]                  |
| Umbriel   | Urano II     |        | 584.7±2.8  | 33.7 %        | 1.28±0.03   | 1.7 %           | 1.46±0.09                         | 1851                  |                         |
| Ariel     | Urano I      |        | 578.9±0.6  | 33.3 %        | 1.25±0.02   | 1.7 %           | 1.59±0.09                         | 1851                  |                         |
| Dione     | Saturno IV   |        | 561.4±0.4  | 32.3 %        | 1.10        | 1.5 %           | 1.476±0.004                       | 1684                  | No                      |
| Tetis     | Saturn III   |        | 533.0±0.7  | 30.7 %        | 0.617       | 0.84 %          | 0.973±0.004                       | 1684                  | No                      |
| Disnomia  | Eris I       |        | 350±58     | 20.1 % ±3.3 % | < 0.44      | < 0.6 %         |                                   | 2005                  |                         |
| Encélado  | Saturn II    |        | 252.1±0.2  | 14.5 %        | 0.108       | 0.15 %          | 1.608±0.003                       | 1789                  | No                      |
| Miranda   | Urano V      |        | 235.8±0.7  | 13.6 %        | 0.064±0.003 | 0.09 %          | 1.21±0.11                         | 1948                  |                         |
| Vanth     | Orcus I      |        | 221±5      | 12.7 % ±0.3 % | 0.02 ~ 0.06 | 0.03 % ~ 0.08 % | ≈0.8                              | 2005?                 |                         |
| Mimas     | Saturno I    |        | 198.2±0.4  | 11.4 %        | 0.038       | 0.05 %          | 1.150±0.004                       | 1789                  | No                      |
| Ilmarë    | Varda I      |        | 180+21−19  | 10.4 % ±1.2 % | ca. 0.02?   |                 | 1.24+0.50 −0.35 (para el sistema) | 2009                  |                         |